# رو جای-بونگ
رو جای-بونگ (انگلیسی: Ro Jai-bong; ۸ فوریهٔ ۱۹۳۶ – ۲۳ آوریل ۲۰۲۴) سیاست‌مدار اهل کره جنوبی بود. وی از ۲۷ دسامبر ۱۹۹۰ تا ۲۴ مه ۱۹۹۱ نخست‌وزیر این کشور بود.
رو جای-بونگ در ۲۳ آوریل ۲۰۲۴، در سن ۸۸ سالگی بر اثر سرطان خون درگذشت.